# اسپندار لئوی باهیا
اسپندار لئوی باهیا (نام علمی: Leocereus bahiensis) نام یک گونه از کاکتوس است.
این گونه تنها گونه در سرده اسپندارهای لئو (Leocereus) است. این سرده در زمره مودارتباران است.